# Ammophila campestris
Ammophila campestris là một loài tò vò trong họ Sphecidae, thuộc chi Ammophila. Loài này được Latreille miêu tả khoa học đầu tiên năm 1809.